# 중밀도 섬유판

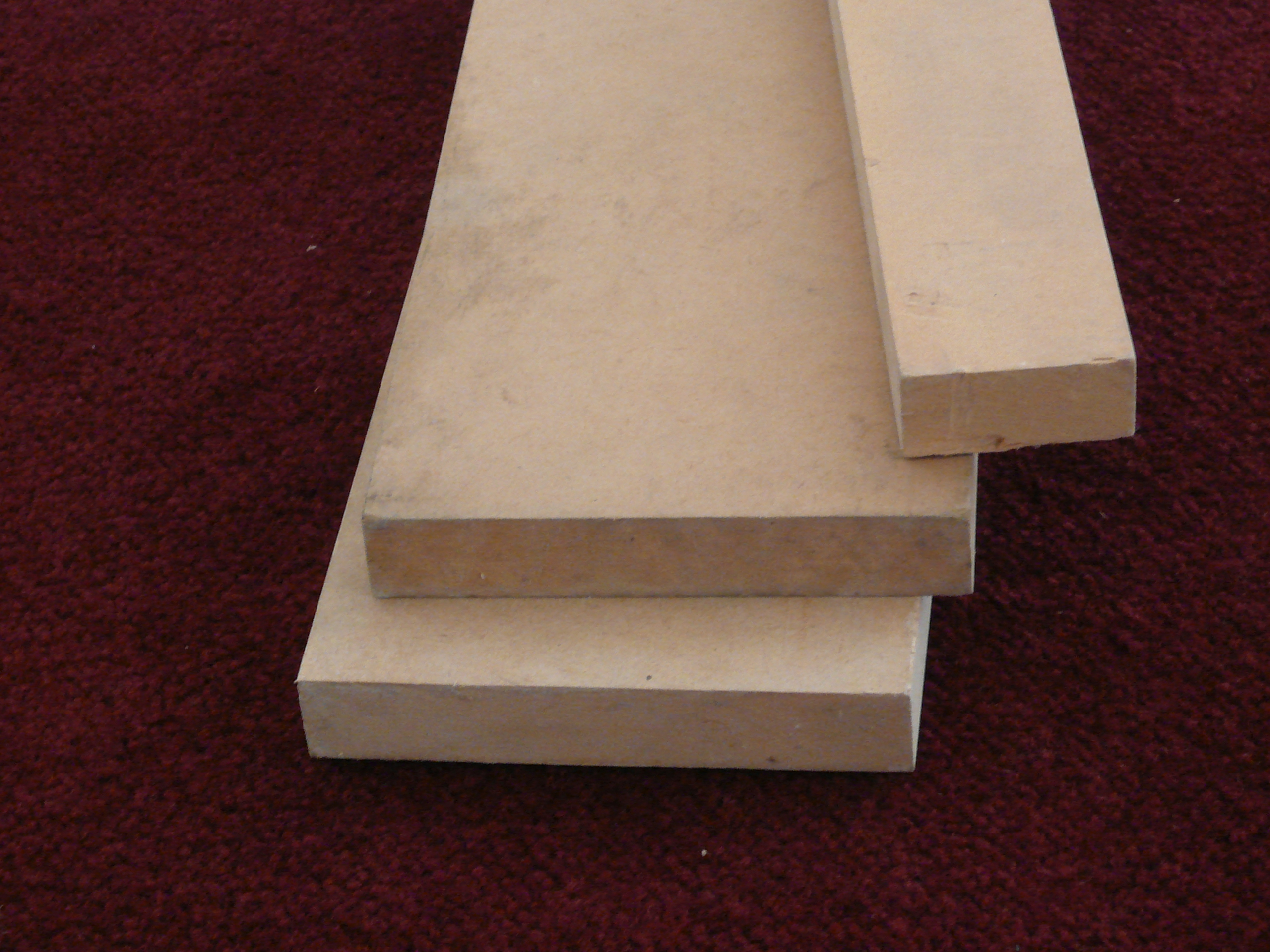

중밀도 섬유판(영어: medium-density fiberboard; MDF)은 가공목재의 일종이다. 목재를 고운 입자로 갈거나 원목과 집성목 등의 가공시 발생하는 부산물인 목재가루를 모아서 접착제로 반죽해 고온고압에서 굳힌 것이다. 합판보다 밀도가 높고, 파티클보드보다 튼튼하다.